# Лаупахоехое
Лаупахоехое (енгл. Laupahoehoe) насељено је место за статистичке потребе у америчкој савезној држави Хаваји. По попису становништва из 2010. у њему је живело 581 становника.

## Демографија
Према попису становништва из 2010. у граду је живело 581 становника, што је 108 (22,8%) становника више него 2000. године.
| Група             | 2000.       | 2010.       |
| Белци             | 132 (27,9%) | 174 (29,9%) |
| Афроамериканци    | 3 (0,6%)    | 2 (0,3%)    |
| Азијати           | 134 (28,3%) | 142 (24,4%) |
| Хиспаноамериканци | 48 (10,1%)  | 108 (18,6%) |
| Укупно            | 473         | 581         |